# Капуцински манастир (Пловдив)
Капуцинският манастир „Дева Мария – Царица на ангелите“ в Пловдив е мъжки католически манастир, който е седалище на Главния настоятел на капуцините в България.

## История
Мисията на капуцините в Пловдив е основана през 1841 г., когато на 21 март в града пристигат трима монаси от ордена. Един от тях е отец Анреа Канова, ръкоположен по-късно за епископ в Цариград и избран за Апостолически викарий на Софийско-пловдивския викарият. През 1860-те години капуцините създават в Пловдив духовна семинария, в която започват да се обучават и първите българи, които по-късно постъпват в ордена. Първият българин, член на ордена, е отец Александър Драганчев, постъпил на обучение в семинарията през 1868 г. и завършил обучението си в село Буджа (днес предградие на град Измир в Турция). До 1885 г. мисията на капуцините е ръководена от Апостолическия викарий в Пловдив. През 1885 г. е избран първият Главен настоятел отец Лино от Щерцинг. През 1916 г. е избран и първият ръководител на викарият от средите на българите-капуцини - епископ Викенти Пеев.
През 1921 г. тогавашният Главен настоятел отец Йероним Яржков закупува малка къща на улица Крали Марко в града, която става негово седалище. След това през 1924 г. отец Ангел Балов, закупува болницата на д-р Начков, открита на 8 октомври 1906 г. като първата частна болница в Пловдив. Сградата става резиденция на Главния настоятел, но първоначално се дава част от нея под наем. Годината 1924 се счита за годината на основаване на Капуцинския манастир в Пловдив. През 1929 г. тогавашният ръководител на мисията отец Агнело Бехаим закупува двора на братя Киркови, с което се увеличава дворното място на резиденцията. През 1934 г. е построена църквата „Дева Мария – Царица на ангелите“ към манастира.
Между двете световни войни съставът на капуцинската мисия в България се бългализира. През 1941 г. капуцините в България честват 100 годишнината на мисията им и е издаден юбилеен сборник с материали за дейности на мисията по българските земи.
През 1949 г. комунистическите власти забраняват приемането на нови членове на ордена в България и изпълняването на дейности извън храмовете. През 1953 г. сградите и дворното място на манастира са национализирани. Сградата е недвижима културна ценност от новото време. Декларирана е с писмо №395 от 13 февруари 1985 г. Собствеността е възстановена чак през 2016 г. През 2020 г. започва основен ремонт на църквата и полуразрушените сгради на манастира. През ноември 2022 г. е поставен витраж с изображение на Дева Мария на ангелите с ангели, дело на художника Стоян Карагеоргиев.

## Главни настоятели
- отец Лино от Щерцинг (1885-1892)
- отец Ангел Бадов (1912-1920), след 1917 г. ръководи мисията от село Балтаджия
- отец Иероним Яржков (1920-1921)
- отец Ангел Бадов (1921-1925), продължава да ръководи мисията от село Балтаджия
- отец Анжело Бехаум (1925-1935)
- отец Ангел Бадов (1935-1938)
- отец Леополд Зорман (1935-1939), ръководи мисията от София
- отец Самуил Рончев (1939-1940)
- отец Симеон Коков (1940-1953), по-късно избран за епископ и Апостолически администратор на викариата
- отец Марчин Грец